# حلوان (کرمانشاه)
حُلوان یکی از شهرهای مهم سده‌های نخستین اسلام در عراق عجم است که در بخش باختری ایران و در کرمانشاه قرار داشته است.

## جایگاه
حلوان از شهرهایی بوده که در مسیر جاده ابریشم قرار داشته است. دانشمندان بزرگی از این منطقه تا سده‌های هفت و هشت برخاسته‌اند و چون این شهر به ویرانی نهاد شهر سرپل ذهاب آباد شد. خرابه‌های شهر حلوان تا زمان کنونی نیز باقی و در اطراف سرپل ذهاب در کرمانشاه قابل مشاهده است.

## امکان اشتباه
حلوان کرمانشاه را نباید با استان حلوان در مصر و شهر حلوان در ترکیه و روستای حلوان در نزدیکی‌های طبس یکی دانست. هر دانشمندی که حلوانی باشد متعلق به حلوان کرمانشاه است نه حلوان مصر و ترکیه؛ مگر این که قرینه‌ای در کار باشد.

## حلوان در شاهنامه
در شاهنامه از شهری به نام اران یا حلوان صحبت شده که توسط قباد پادشاه ساسانی بین اهواز و پارس ساخته شده‌است:
| از اهواز تا پارس یک شارستان   |  | بکرد و برآورد بیمارستان     |
| اران خواند آن شارستان را قباد |  | که تازی کنون نام حلوان نهاد |

## حلوان در نهج البلاغه
نام حلوان در یکی از نامه‌های علی بن ابی طالب در طی سال‌های ۳۵ تا ۴۰ قمری ذکر شده و در نهج البلاغه موجود است.

## آب و هوای حلوان
جغرافی‌دانان مسلمان بسیار از حلوان یاد کرده‌اند و از خوشی هوای آن و ناگواری آبش سخن رانده‌اند. همچنین از انجیر و میوه‌هایش یاد کرده‌اند چنان‌که در حدود العالم من المشرق الی المغرب می‌نویسد: حلوان «شهری است بسیار نعمت و رودی اندر میان وی همی گذرد و از وی انجیر خیزد کی خشک کنند و به همه جا ببرند.»